# Badia Calavena
Badia Calavena (cimbri Kalwein) és un municipi italià, dins de la província de Verona. És un dels municipis de la minoria alemanya dels cimbris, encara que ja no s'hi parla la seva llengua. L'any 2007 tenia 2.574 habitants. Limita amb els municipis de San Mauro di Saline, Selva di Progno, Tregnago, Velo Veronese i Vestenanova.

## Administració
| Període | Identitat       | Partit        |
| ------- | --------------- | ------------- |
| 2004-   | Ermanno Anselmi | Llista cívica |